# Tijuana (đô thị)
Tijuana là một đô thị thuộc bang Baja California, México. Năm 2005, dân số của đô thị này là 1410700 người.